# Björn Falkenström
Björn Falkenström, född 1936 i Helsingborg, är en svensk militär.
Björn Falkenström var son till köpmannen Nils-Sture Falkenström. Han blev officer 1961, kapten vid Göta ingenjörregemente 1969, major i Generalstabskåren och detacherad till försvarsstaben 1972, och blev 1976 anställd vid Svea ingenjörregemente. Falkenström blev lärare vid militärhögskolan 1977, överstelöjtnant i generalstabskåren 1979, anställdes 1982 vid Svea ingenjörregemente 1982 och överste och chef för Svea ingenjörregemente 1989–1994. Han blev konsult 1994 och var 1998–2002 kommunalråd.